# Pierre Henri Sevaistre
Pour les articles homonymes, voir Sevaistre.
Pierre Henri Sevaistre est un fabricant de draps et homme politique français, né le 1er février 1801 à Elbeuf (Seine-Maritime) et mort le 26 février 1851 à Elbeuf.

## Un grand notable
Fils de Louis Jean-Baptiste Mathieu Sevaistre (1772-1835) et de  Henriette Julie Bourdon (1781-1816), Pierre Henri Sevaistre était le frère de François Mathieu Sevaistre, colonel de la Garde nationale d’Elbeuf et maire du Bec Thomas, et de Louis Paul Sevaistre, représentant de l’Eure à l’Assemblée Législative de 1849 à 1851 (demeurant également à Elbeuf). Il fut aussi l’oncle de Léon Mathieu Sevaistre, député de l’Eure de 1885 à 1889. Resté célibataire, il n’eut pas de postérité.
Descendant d’une vieille et puissante famille de fabricants de l’industrie textile elbeuvienne, il devint à son tour l’un des grands manufacturiers de la ville. Il possédait également, en association avec un membre de sa famille, une filature à Bernay.
En tant que notable, il assuma d’abord diverses fonctions locales. Ainsi, en juin 1836, il fut nommé brièvement, par intérim, commandant de la Garde nationale. En 1837, il fait partie d’une commission qui rend un mémoire détaillé sur le travail des enfants, en réponse à un questionnaire du ministre du Commerce. Il est élu membre de la Chambre consultative des Arts et Manufactures d’Elbeuf (ancêtre de la Chambre de Commerce) le 19 juillet 1849, mais semble ne plus en faire partie dès 1850.
Entré au Tribunal de commerce d’Elbeuf en février 1832, il en fut nommé président au mois de juin 1849 et resta en fonction jusqu’à la fin de l’année 1850.

## Une brève carrière de député
Henri Sevaistre fut député de la Seine-Inférieure, du 4 novembre 1837 au 2 février 1839 (IVe législature), durant la Monarchie de Juillet.
Succédant à son oncle Georges-Paul Petou, dont il partageait la même ligne politique, il est élu, le 4 novembre 1837, député du 4e collège de Rouen (4e circonscription extra muros), par 402 voix sur 707 votants et 908 inscrits. À la Chambre des députés, il siège dans l'opposition. On peut le ranger dans la « gauche dynastique », mais « surtout dans le marais des députés les plus discrets ».
Il fait en effet fort peu d’interventions à l’Assemblée, même s’il a pris un appartement à Paris. Il participe surtout au débat sur la conversion des rentes. Lors de la discussion du budget de 1838, il réclame des économies draconiennes. Mais son amendement demandant de soumettre davantage la gestion du budget aux députés est rejeté.
Membre de l’opposition, il se prononce en 1839 contre l'Adresse que la Chambre des députés devait voter en réponse au discours du Trône et réclame l’honneur d’avoir voté avec les quelque 200 opposants. Il s’affirme à cet égard comme « le seul député indépendant de la ville [plutôt de la circonscription] de Rouen » .
C’est l’époque des « Chambres ingouvernables » : les conservateurs sont divisés en plusieurs clans et l’opposition partagée entre la gauche dynastique et la gauche radicale. Le président du Conseil des ministres, Louis-Mathieu Molé estime qu’il ne dispose plus d’une majorité suffisante pour gouverner et présente sa démission. Louis-Philippe dissout l’Assemblée en février 1839 (comme il l’avait fait déjà en octobre 1837 et le refera en juin 1842).
Obligé de se représenter devant les électeurs, Henri Sevaistre échoue de peu au scrutin du 2 mars 1839, en n’obtenant que 466 voix contre 477 qui choisissent un autre manufacturier elbeuvien, Victor Grandin. Sans doute très déçu de son nouvel échec, Henri Sevaistre n’assiste pas au grand banquet offert par la Ville de Rouen à Jacques Laffitte et François Arago, le 23 mars 1839, et s’en excuse en ces termes : « désolé qu’un voyage indispensable et depuis longtemps arrêté me prive de l’honneur d’accepter l’invitation (…) j’aurais été heureux de me trouver au milieu d’une réunion de patriotes (…) »
Il n’est pas plus heureux au scrutin du 9 juillet 1842, recueillant seulement 344 voix contre 593 au député sortant, le même V. Grandin, réélu cette fois avec une avance beaucoup plus notable.
Il reprend dès lors ses activités de manufacturier : en 1839, il est dit dans un acte notarié ancien député et fabricant de draps, demeurant rue Saint-Étienne. Mais il se retire par la suite des affaires ; il est « propriétaire » en 1848 et « ancien manufacturier » lors de son décès. En avril 1848, après avoir accepté la candidature à la Chambre des représentants du peuple, il se désiste finalement en faveur de Camille Randoing.

## Maire d’Elbeuf
Qualifié déjà de « propriétaire », il est nommé maire provisoire d’Elbeuf le 5 mars 1848, par une ordonnance du Commissaire du Gouvernement dans la Seine-Inférieure, Frédéric Deschamps, qui installe une commission municipale provisoire, mêlant fabricants, rentiers, ouvriers et employés.
Dans une brève allocution, il déclare alors : « Respect des personnes, respect des propriétés : comptez sur nous pour assurer ces deux bases (…) de tout gouvernement. Et puis attendons avec confiance les institutions que nous donnera cette Assemblée nationale qui sera nommée par le Pays tout entier. » 
Il s’occupe notamment des chantiers ouverts à l’intention des ouvriers ayant perdu leur travail et de la création d’un Comptoir d’escompte. Mais il ne reste en fonction que très brièvement. Très choqué par la violence de la grave émeute populaire des 28 et 29 avril 1848 qui secoue Elbeuf, consécutivement à l’insurrection rouennaise, il démissionne dès le lendemain. Par arrêté du même Commissaire général de la République pour la Seine-Inférieure, en date du 29 avril 1848, sa démission ainsi que celle de ses adjoints est acceptée et il est remplacé par Louis Buée. Resté simple conseiller (et élu à nouveau conseiller municipal en août 1848), il démissionne du Conseil municipal en janvier 1851, en même temps que la fraction républicaine de cette assemblée.
Il faut noter qu’il tente de se faire élire au Conseil général, mais est battu par le républicain Frédéric Deschamps le 28 août 1848.
Adossé à un puissant lignage, héritier d’une importante usine, fortuné, bénéficiant d’un important réseau de relations, il a donc parcouru l’ensemble du cursus habituel d’un grand notable (Mairie, Tribunal de commerce, Assemblée nationale). Mais il fut un maire éphémère et sa carrière parlementaire s’avéra brève et effacée. Enfin, un scandale, dont les causes exactes sont tues par les contemporains, le conduisit à démissionner de ses fonctions de président du Tribunal de commerce, avant de mettre fin à ses jours. Son corps est en effet retiré de la Seine (en face de l’actuelle rue Victor-Grandin), le 26 février 1851, vers 8 heures du matin. Il s’agit apparemment d’un suicide par noyade. Il n’avait que 50 ans. Le Journal d’Elbeuf annonce seulement les jours et heures de ses obsèques en l’église Saint-Jean, sans faire aucun commentaire ni donner aucune explication dans ses numéros ultérieurs du mois de mars (ses éditions de décembre 1850 et janvier-février 1851 ne contiennent par ailleurs aucune information susceptible de permettre de comprendre son geste). Le Journal de Rouen indique qu'il est « mort après une longue et cruelle maladie ».
Dans un discours du 21 mars 1851, son successeur à la tête du Tribunal de commerce, Charles Hyacinthe Lizé, évoque seulement de façon sibylline « la retraite prématurée de notre dernier président, retraite déplorable dans sa cause, suivie d’effets plus déplorables encore ». Triste destinée donc ; cependant la mémoire de cet homme survécut longtemps à travers ses legs.

## Un généreux philanthrope
Célibataire et sans héritier direct, il effectua dans son testament daté du 10 juin 1850 de nombreux legs, tous frais de mutation payés :
- 1 500 F de rente à l’hospice d’Elbeuf
- 1 500 F au Bureau de bienfaisance
- 1 500 F à l’Asile des jeunes enfants
- 1 500 F à la Maison de la Providence des orphelines
- 1 500 F pour la création d’une crèche

Soit au total 7 500 F ; ces donations s’avèrent parmi les plus importantes enregistrées par la ville au XIXe siècle.
Grâce à lui, la première crèche d’Elbeuf, dite crèche Saint-Henri en l’honneur de son fondateur, put être ouverte. Elle accueillait chaque jour 35 enfants de 6 h du matin à 20 h ou 21 h (les mères pouvant venir les allaiter durant la journée). Elle était gérée par des sœurs de Saint-Vincent-de-Paul et des dames patronnesses. Elle disparut à la fin du XIXe siècle du fait de la politique municipale et nationale de laïcisation.
Il donna aussi 10 000 F aux pauvres de la ville de Bernay et 150 000 F au département de l’Eure (somme vraiment très importante pour l’époque, un travailleur du textile non qualifié recevant alors environ 500 F de salaire annuel), laissant au Conseil général « le soin de fixer les conditions nécessaires pour avoir droit à cette distribution », en exprimant le désir que des ouvriers en aient toujours la plus large part. Un décret du 23 mars 1852 autorisa le préfet à accepter ce legs au nom du Département. Il fut placé en rente de 5% sur l’État.
Dès lors, le nom de la fondation Henri Sevaistre apparaît quasiment chaque année dans toutes les délibérations du Conseil général de l’Eure. Cependant, au fil des ans, le produit du legs fut simplement inscrit dans le sous-chapitre de l’assistance publique. En 1863, un conseiller général, le marquis de Blosseville, protesta contre la tendance à anonymer cette donation en la noyant dans le budget de l’assistance.
En novembre 1885, le préfet revendiqua le droit exclusif, en sa qualité de représentant du pouvoir exécutif, de choisir lui-même les bénéficiaires de ces secours. Mais les membres du Conseil général délibérèrent le 21 août 1886 que les arrérages du legs Henri Sevaistre seraient distribués sur proposition du préfet ou sur les demandes directes des municipalités, aux ouvriers industriels ou agricoles victimes d’accidents, de maladie ou de chômage involontaire, conformément aux vœux du fondateur. Le préfet formula un recours devant le Conseil d’État, qui annula finalement la délibération par décret du 11 novembre 1886. Cette décision fit jurisprudence. Cependant, de nouvelles discussions sur le droit du préfet à distribuer le produit de ce legs agitèrent à nouveau le Conseil général en 1887.
En 1882, les revenus de son legs permirent, par exemple, de soulager 105 familles ouvrières dans 61 communes du département.

## Publications
- Élection du 4e collège de Rouen (extra muros), texte du 10 février 1839, signé : Henri Sevaistre, Rouen, impr. de F. Baudry, (s.d.), pièce (FRBNF32628181 et FRBNF36363015)
- Chambre des députés. Opinion de M. Henri Sevaistre, député de la Seine-Inférieure, dans la discussion de l'adresse de 1838..., séance du 13 janvier 1838, Rouen, Impr. de F. Baudry, (s.d.), in-4°, 1 p. Extrait du Moniteur du 14 janvier 1838 (FRBNF36365038 et FRBNF31357691).

## Sources
- Alain Becchia, La draperie d’Elbeuf (des origines à 1870), Mont-Saint-Aignan, Publications de l’Université de Rouen, 2000.
- Francis Concato et Pierre Largesse, Éléments pour une histoire de la Chambre consultative des Arts et Manufactures d’Elbeuf, 1801-1861, Elbeuf, CCI, 1992.
- Manuéla Maunoury, « Étude de généalogie sociale : les familles Bourdon, Petou et Sevaistre à Elbeuf-sur-Seine de la fin du XVIIIe siècle au milieu du XIXe siècle », mémoire de maîtrise sous la direction de A. Becchia, Université de Rouen, 1996.
- Pierre Largesse, « La Goutte de lait d’Elbeuf. Étude sur son efficacité », Annales de Démographie Historique, 1990, p. 43-52.
- Louis Girard, William Serman, Édouard Cadet et Rémi Gossez, La Chambre des députes en 1837-1839. Composition, activité, vocabulaire, Paris, Publications de la Sorbonne, 1976.
- Henri Saint-Denis, Histoire d’Elbeuf, Elbeuf, Impr. H. Saint-Denis, t. X, 1903.
- « Pierre Henri Sevaistre », dans Adolphe Robert et Gaston Cougny, Dictionnaire des parlementaires français, Edgar Bourloton, 1889-1891 [détail de l’édition]
- Louis Petit, Histoire de la ville d’Elbeuf, de Caudebec, d’Orival, de Saint-Aubin et des autres communes du canton, Elbeuf, Impr. Levasseur, 1856.